# Martina Hoffmann-Badache
Martina Hoffmann-Badache (* 6. März 1956 in Heinsberg) ist eine deutsche Psychologin und Ministerialbeamtin. Sie war von 2013 bis 2017 Staatssekretärin im Ministerium für Gesundheit, Emanzipation, Pflege und Alter des Landes Nordrhein-Westfalen.

## Leben
Nach dem Abitur 1974 am Kreisgymnasium in Heinsberg nahm Hoffmann-Badache ein Studium der Psychologie an der Ruhr-Universität Bochum auf, das sie 1979 als Diplom-Psychologin abschloss. Sie arbeitete von 1980 bis 1981 bei der Beratungsstelle für Erziehungs- und Lebensfragen des Caritasverbandes sowie beim Evangelischen Beratungszentrum in Bochum. Von 1982 bis 1999 war sie hauptberuflich beim Psychosozialen Trägerverein Solingen e.V. tätig, von 1990 bis 1999 als Vorstandsvorsitzende. Von 1999 bis 2013 wirkte sie Landesrätin für Soziales und Integration beim Landschaftsverband Rheinland.
Daneben war sie ehrenamtlich in verschiedenen Institutionen tätig, unter anderem als Vorsitzende der Rheinischen Gesellschaft für Soziale Psychiatrie (1983–1985) und als Vorsitzende der Arbeitsgemeinschaft Gemeindepsychiatrie Rheinland (1988–1995). Von 1989 bis 1994 war sie Sachkundige Bürgerin und von 1994 bis 1998 Mitglied der Fraktion Bündnis 90/Die Grünen in der Landschaftsversammlung Rheinland. Von 1994 bis 1998 war sie als Mitglied der erweiterten Fraktion der Bündnisgrünen Ratsmitglied der Stadt Solingen.
Im Dezember 2013 wurde sie von Ministerpräsidentin Hannelore Kraft zur Staatssekretärin im Ministerium für Gesundheit, Emanzipation, Pflege und Alter des Landes Nordrhein-Westfalen ernannt. Diese Funktion übte sie bis Sommer 2017 aus.
Martina Hoffmann-Badache lebt in Solingen und ist verheiratet.